# Acordulecera longicornis
Acordulecera longicornis – gatunek błonkówki z rodziny Pergidae.

## Taksonomia
Gatunek ten został opisany w 1919 roku przez Günthera Enderleina pod nazwą Acordulocera longicornis. Jako miejsce typowe podano brazylijski stan Santa Catarina. Lektotyp (samiec) został wyznaczony w 1990 roku przez Davida Smitha. 

## Zasięg występowania
Ameryka Południowa, znany jedynie ze stanu Santa Catarina w płd. Brazylii.